# Soling
Le Soling est une classe de voilier de type quillard de sport à trois équipiers de série internationale de 8,20 mètres.

## Historique
Série internationale IYRU depuis 1967, il a été série olympique de 1972 à 2000.
Il avait remplacé le 5.5M JI comme quillard à trois équipiers, et fut lui-même remplacé par le Yngling, destiné aux équipages féminins, dessin du même architecte Norvégien Jan Herman Linge.

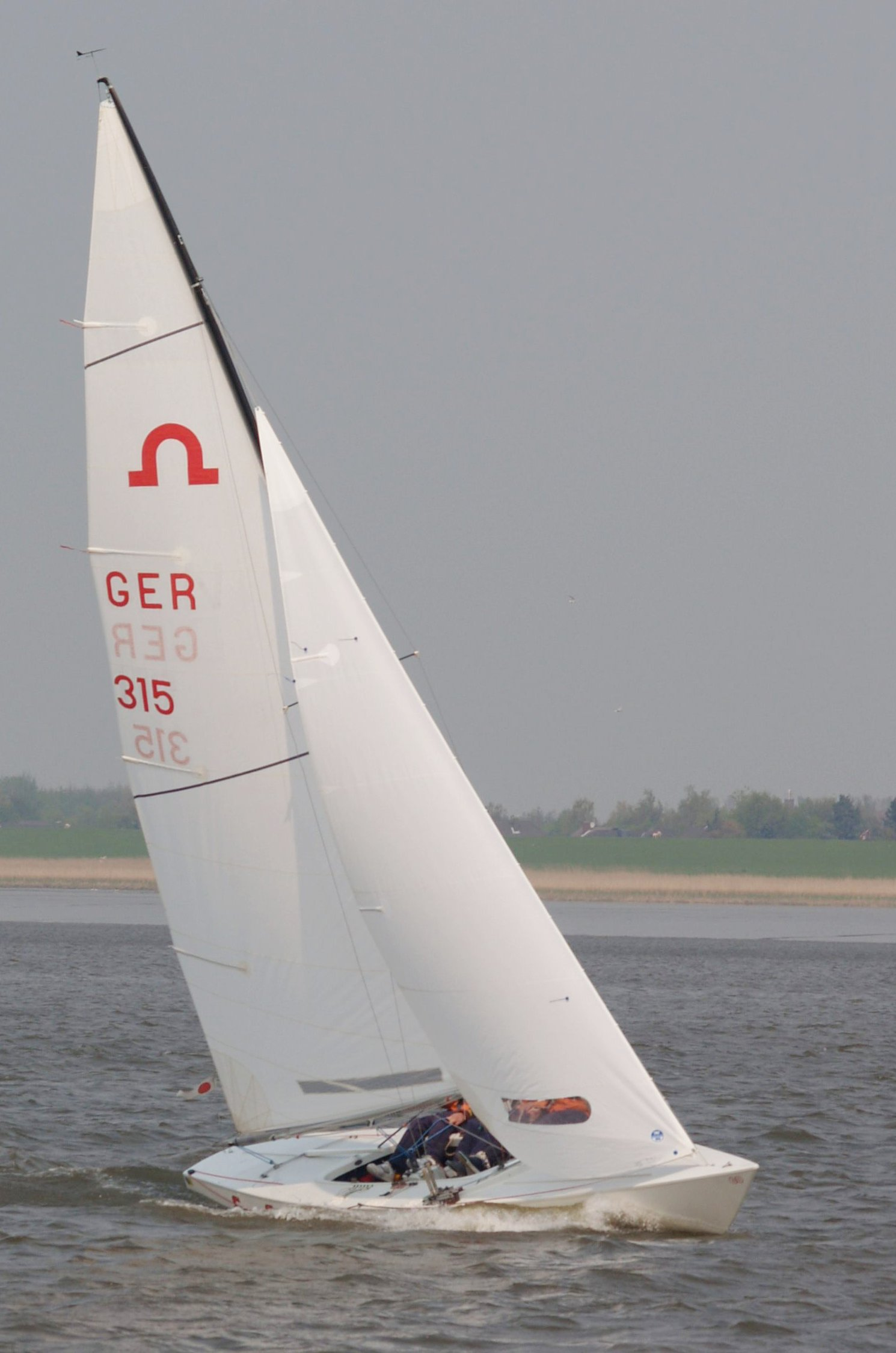
Soling en régate